# Sophia Laukli
Sophia Laukli (* 8. Juni 2000 in Yarmouth, Maine) ist eine US-amerikanische Skilangläuferin und Trailläuferin.

## Werdegang
Laukli startete im Januar 2018 bei den US-amerikanischen Meisterschaften in Houghton erstmals bei der US Super Tour und belegte dabei den 93. Platz im Sprint und den 51. Rang über 10 km Freistil. In der Saison 2019/20 errang sie in Craftsbury mit dem dritten Platz über 5 km Freistil ihre erste Podestplatzierung in dieser Rennserie und gewann bei den Nordischen Junioren-Skiweltmeisterschaften 2020 in Oberwiesenthal die Silbermedaille mit der Staffel. Zudem kam sie dort auf den 13. Platz über 5 km klassisch und auf den fünften Rang im 15-km-Massenstartrennen. In der folgenden Saison nahm sie in Lahti erstmals am Skilanglauf-Weltcup teil. Dabei belegte sie den 33. Platz im Skiathlon und holte mit dem fünften Platz mit der Staffel ihre ersten Weltcuppunkte. Bei den U23-Weltmeisterschaften 2021 in Vuokatti lief sie auf den 53. Platz im Sprint und jeweils auf den fünften Rang über 10 km Freistil und mit der Staffel. Beim Saisonhöhepunkt, den nordischen Skiweltmeisterschaften 2021 in Oberstdorf, belegte sie den 28. Platz im 30-km-Massenstartrennen, den 25. Rang im Skiathlon und den 23. Platz über 10 km Freistil. In der Saison 2021/22 kam sie bei der Tour de Ski 2021/22 auf den 23. Platz und bei den Olympischen Winterspielen 2022 in Peking auf den 15. Platz im 30-km-Massenstartrennen.
2023 gewann sie den Marathon du Mont Blanc und den Berglauf Sierre–Zinal. Beim Finale der Golden Trail World Series im gleichen Jahr erreichte sie den dritten Platz und siegte in der Gesamtwertung.
Die letzte Etappe der Tour de Ski 2023/24 in Val di Fiemme auf die Alpe Cermis beendete sie als Siegerin und gewann damit ihr erstes Weltcuprennen. In der Endplatzierung wurde sie Vierzehnte.
2024 siegte sie beim Eiger Ultra Trail über die K50-Distanz.
Laukli hat über ihren norwegischen Vater eine doppelte Staatsbürgerschaft und spricht fließend Norwegisch.

## Teilnahmen an Weltmeisterschaften und Olympischen Winterspielen

### Olympische Spiele
- 2022 Peking: 15. Platz 30 km Freistil Massenstart

### Nordische Skiweltmeisterschaften
- 2021 Oberstdorf: 23. Platz 10 km Freistil, 25. Platz 15 km Skiathlon, 28. Platz 30 km klassisch Massenstart
- 2023 Planica: 25. Platz 10 km Freistil, 29. Platz 15 km Skiathlon
- 2025 Trondheim: 6. Platz Staffel, 21. Platz 50 km Freistil Massenstart, 23. Platz 20 km Skiathlon

## Erfolge

### Etappensiege bei Weltcuprennen
| Nr. | Datum          | Ort           | Disziplin                  | Rennen              |
| --- | -------------- | ------------- | -------------------------- | ------------------- |
| 1.  | 7. Januar 2024 | Val di Fiemme | 10 km Freistil Massenstart | Tour de Ski 2023/24 |

### Siege bei Continental-Cup-Rennen
| Nr. | Datum             | Ort         | Disziplin      | Serie            |
| --- | ----------------- | ----------- | -------------- | ---------------- |
| 1.  | 15. Dezember 2024 | Lillehammer | 10 km Freistil | Scandinavian-Cup |

## Platzierungen im Weltcup

### Weltcup-Statistik
Die Tabelle zeigt die erreichten Platzierungen im Einzelnen.
- 1.–3. Platz: Anzahl der Podiumsplatzierungen
- Top 10: Anzahl der Platzierungen unter den ersten zehn
- Punkteränge: Anzahl der Platzierungen innerhalb der Punkteränge
- Starts: Anzahl gelaufener Rennen in der jeweiligen Disziplin
- Hinweis: Bei den Distanzrennen erfolgt die Einordnung gemäß FIS.

| Platzierung               | Distanzrennen a | Distanzrennen a | Distanzrennen a | Distanzrennen a | Distanzrennen a | Skiathlon Verfolgung | Sprint | Etappen- rennen b | Gesamt | Team   | Team    |
| Platzierung               | ≤ 5 km          | ≤ 10 km         | ≤ 15 km         | ≤ 30 km         | > 30 km         | Skiathlon Verfolgung | Sprint | Etappen- rennen b | Gesamt | Sprint | Staffel |
| ------------------------- | --------------- | --------------- | --------------- | --------------- | --------------- | -------------------- | ------ | ----------------- | ------ | ------ | ------- |
| 1. Platz                  |                 | 1               |                 |                 |                 |                      |        |                   | 1      |        |         |
| 2. Platz                  |                 |                 |                 |                 |                 |                      |        |                   |        |        |         |
| 3. Platz                  |                 | 1               |                 |                 |                 |                      |        |                   | 1      |        | 1       |
| Top 10                    |                 | 5               | 1               | 3               |                 |                      |        |                   | 9      |        | 3       |
| Punkteränge               |                 | 17              | 3               | 13              | 1               | 7                    |        | 4                 | 45     |        | 5       |
| Starts                    |                 | 27              | 4               | 13              | 1               | 11                   | 8      | 4                 | 68     |        | 5       |
| Stand: Saisonende 2024/25 |                 |                 |                 |                 |                 |                      |        |                   |        |        |         |

### Weltcup-Gesamtplatzierungen
| Saison  | Gesamt | Gesamt | Distanz | Distanz |
| Saison  | Punkte | Platz  | Punkte  | Platz   |
| ------- | ------ | ------ | ------- | ------- |
| 2020/21 | 11     | 97.    | 11      | 63.     |
| 2021/22 | 84     | 53.    | 52      | 35.     |
| 2022/23 | 289    | 58.    | 181     | 46.     |
| 2023/24 | 893    | 22.    | 731     | 15.     |
| 2024/25 | 639    | 29.    | 519     | 18.     |

## Sportliche Erfolge im Traillaufen (Auswahl)
2022
- 1. Platz, Stranda Fjord Trail

2023
- 1. Platz, Marathon du Mont Blanc
- 1. Platz, Berglauf Sierre–Zinal
- 1. Platz, Golden Trail World Series 2023